# Ayelech Worku
Ayelech Worku, född den 12 juni 1979, är en etiopisk friidrottare som tävlar i medel- och långdistanslöpning.
Workus genombrott kom när hon blev bronsmedaljör vid VM i terränglöpning för juniorer 1997. Hon deltog vid VM 1997 då hon slutade tolva på 5 000 meter. 
Vid VM 1999 blev hon bronsmedalaljör på 5 000 meter på tiden 14.44,22. Hon var även i final vid Olympiska sommarspelen 2000 och slutade då fyra på 5 000 meter. Vid VM 2001 blev hon åter bronsmedaljör denna gång på tiden 15.10,17.
Hon har från 2006 huvudsakligen tävlat i Maraton och 2007 vann Hamburg Maraton. 